# David Soeldner
David Soeldner (* 11. prosince 1965, Olomouc) je český sportovní žurnalista a spisovatel, příležitostný fotograf a kameraman. Specializuje se na lední hokej, motorismus a sport handicapovaných.

## Biografie
V roce 1991 dokončil inženýrské studium na Vysoké škole chemicko-technologické v Praze Dejvicích, Fakultu chemického inženýrství, obor Procesy a aparáty. V té době už spolupracoval s odborným týdeníkem GÓL, zaměřeným na fotbal a hokej, pro který psal podobně jako pro deník Sport články o zámořské National Hockey League (NHL).
V období 1992 až 1996 byl redaktorem v obrazovém sportovním týdeníku Stadion (nakladatelství Olympia), později v regionálních Denících. Od roku 1992 je externím reportérem sportovní redakce České televize (ČT), a se zakladatelem a hlavním tvůrcem pořadu, Robertem Zárubou, služebně nejstarším členem týmu, který připravuje hokejový magazín Buly resp. Buly-hokej živě. Působí v něm od začátku, jako autor zpravodajských reportáží z extraligových utkání resp. reportér TV přenosů mezi střídačkami. Počínaje rokem 2006 začal jako samostatný redaktor a kameraman vyrábět zhruba dvouminutové obrazové fejetony ze zákulisí světových šampionátů v ledním hokeji. Včetně MS 2025 jich pro ČT natočil už rovných 200.
Pro sportovní vysílání České televize připravil původní pohledy do zákulisí NHL s důrazem na české hokejisty (2017 San Jose, 2018 Montreal, 2019 Chicago, Washington, Pittsburgh, 2023 New York, New Jersey, Boston a 2024 Carolina, Buffalo, Toronto a Ottawa). Byl spoluautorem krátkého dokumentu Milan Nový "60" o nejlepším střelci hokejové ligy, u příležitosti jeho kulatých narozenin.
Zúčastnil se 33 mistrovství světa v ledním hokeji, z toho třicetkrát byl oficiálně akreditován. Na domácím světovém šampionátu v květnu 2024 působil ve štábu České televize společně s Darinou Vymětalíkovou jako reportér zápasů českého týmu a dalších utkání základní skupiny a play off v pražské aréně. Před finálovým duelem proti Česku (po semifinále s Kanadou) vedl živý rozhovor se švýcarským útočníkem Kevinem Fialou o jeho české babičce částečně v češtině, který se stal obratem hitem sociálních sítí.
Od roku 2006 spolupracoval s Českým paralympijským výborem (ČPV). Napsal pro něj reprezentativní knihy o nejvýznamnějších mezinárodních akcích handicapovaných sportovců České republiky: Z Atén do Pekingu (2009), Z Pekingu do Londýna (2013), Z Londýna do Ria (2017) a Z Ria do Tokia (2022). Zúčastnil se čtyř letních a čtyř zimních paralympiád (2008 Peking, 2012 Londýn, 2016 Rio de Janeiro, 2021 Tokio resp. 2006 Turín, 2010 Vancouver, 2014 Soči, 2018 Pchjongčchang), sedmi her neslyšících, tzv. letních a zimních deaflympiád (2009 Tchaj-pej, 2013 Sofie, 2017 Samsun, 2022 Caxias Do Sul resp. 2007 Salt Lake City, 2015 Chanty-Mansijsk, 2019 Santa Caterina Valfurva) a třikrát her intelektově znevýhodněných sportovců, Global Games (2011 Itálie, 2015 Ekvádor, 2019 Austrálie. Z některých akcí natáčel i reportáže pro Paralympijský magazín, Branky Body Vteřiny a Sportovní zprávy (ČT).
Je autorem dvou knižních kronik jednoho z nejstarších hokejových klubů Evropy, HC Sparta Praha. Obě vyšly v nakladatelství Epocha, Naše krev je Sparta (2004) a Sparta Praha srdce naše (2007). Poté se s Davidem Lukšů autorsky podílel na hodinovém televizním dokumentu o Spartě, Terč s velkým S (ČT, 2013) a s Františkem Suchanem na knížce malých profilů významných klubových osobností, Souhvězdí Sparta (eSports.cz, 2017).
V neděli 21. října 2018 byla ve vysočanské O2 aréně před extraligovým utkáním s Kometou Brno slavnostně pokřtěna tehdejším majitelem klubu Petrem Břízou a patronem sezony Lubošem Pěničkou jeho poslední publikace na dané téma, Legenda Sparta (HC Sparta Praha, 2018).
Pro cestovatelský magazín Objektiv (ČT) připravil s kamerou v ruce reportáže z cest po USA, Skandinávii a Itálii.
Pro Deníky (Deníky Bohemia), Večerník Praha a později i Deník N psal od přelomu Milénia sérii obsáhlých ohlédnutí za děním na Mezinárodním filmovém festivalu v Karlových Varech.
Ve čtvrtek 9. března 2023 byl hlavním hostem vysílání Dobrého rána České televize z Brna.
V sobotu 13. července 2024 komentoval pro ČT sport PLUS jedenáctý ročník fourcrossového závodu v Jablonci nad Nisou, JBC 4X Revelations. Už na konci roku 1999 pohárové utkání hokejistů pražské Sparty a Manchesteru (s Petrem Vichnarem) a přípravný duel české reprezentace s Kanadou (s Michalem Dusíkem) z brněnské haly Rondo.
Otec, Ivan Soeldner (bratranec zakladatele divadla Semafor Jiřího Suchého), byl v 60. letech 20. století všestranným publicistou – novinářem, filmovým kritikem, dramaturgem, scenáristou, režisérem i fotografem, zaměřeným na svět filmu a hudby. Do novin a časopisů psala v 70. letech rozhovory s herci a zpěváky také jeho matka, Jana Soeldnerová a po stopách rodinné novinářské tradice se vypravil i syn Dominik.

## Publikace
- SOELDNER, David. Naše krev je Sparta. 1. vyd. [s.l.]: Nakladatelství Epocha a HC Sparta Praha, 2004. 208 s. ISBN 80-86328-60-0.
- SOELDNER, David. Sparta Praha srdce naše. 1. vyd. [s.l.]: Nakladatelství Epocha a HC Sparta Praha, 2007. 496 s. ISBN 978-80-87027-39-4.
- SOELDNER, David; LACINA, Jiří. Z Atén do Pekingu. 1. vyd. Praha: Český paralympijský výbor a Premier sports CZ, s.r.o., v Nakladatelství Epocha s.r.o., 2009. 288 s. ISBN 978-80-87027-88-2. Paralympiády a deaflympiády 2005–2008.
- SOELDNER, David. Z Pekingu do Londýna. 1. vyd. Praha: Český paralympijský výbor a Premier sports CZ, s.r.o., v Nakladatelství Epocha s.r.o., 2013. 288 s. ISBN 978-80-7425-163-4. Paralympiády, Global Games a deaflympiáda 2009–2012.
- SOELDNER, David. Z Londýna do Ria. 1. vyd. Praha: Český paralympijský výbor a Premier sports CZ, s.r.o., v Nakladatelství Epocha s.r.o., 2017. 376 s. ISBN 978-80-7557-051-2. Paralympiády, deaflympiády a Global Games 2013–2016.
- SUCHAN, František; SOELDNER, David. Souhvězdí Sparta. 1. vyd. [s.l.]: eSports.cz, 2017. 163 s. ISBN 978-80-87853-93-1.
- SOELDNER, David. Legenda Sparta. 1. vyd. [s.l.]: HC Sparta Praha, 2018. 480 s. ISBN 978-80-270-4500-6.
- SOELDNER David. Z Ria do Tokia. 1. vyd. Praha. Český paralympijský výbor, v Nakladatelství Epocha s.r.o., 2022. 392 s. ISBN 978-80-278-0062-9. Paralympiády, deaflympiády a Global Games 2017-2021.